# سیارک ۱۷۶۷۰
سیارک ۱۷۶۷۰ (به انگلیسی: 17670 Liddell، نامگذاری:1996XQ19) هفده هزار و ششصد و هفتادمین سیارک کشف شده‌است که در ۸ دسامبر ۱۹۹۶ کشف شد.
قدر مطلق سیارک برابر ۱۷.۸ است.